# Xã Bluff, Quận Sumner, Kansas
Xã Bluff (tiếng Anh: Bluff Township) là một xã thuộc quận Sumner, tiểu bang Kansas, Hoa Kỳ. Năm 2010, dân số của xã này là 48 người.